# Nieves Correa
Nieves Correa (Madrid, 20 de abril de 1960) es una artista multidisciplinar española que utiliza su cuerpo y presencia como herramientas de creación. Realiza performances y acciones que desarrolla principalmente en contextos artísticos, actividad que alterna con la instalación, el arte público, la video creación y el arte electrónico.
Es la creadora y directora de la plataforma independiente Acción!MAD, centrada en el apoyo a la creación, difusión y promoción del Arte de Acción y la Performance.

## Trayectoria profesional
Correa estudió Historia del Arte en la Universidad Complutense de Madrid y posteriormente, para completar su formación en el campo de la producción artística, asiste a los Talleres de Arte Actual del Círculo de Bellas Artes de Madrid, impartidos por artistas como Concha Jerez, Isidoro Valcárcel Medina, Antoni Muntadas, Iam Wallance y Soledad Sevilla. Correa se inicia en el arte de acción a finales de los años ochenta, para desvincularse del objeto como referente fundamental del arte. El arte de acción para Correa es en ese momento un elemento liberador que le permite abandonar los complejos mecanismos del mercado artístico que implican grandes inversiones económicas en materiales, seguros o transportes.
Entre 1990 y 1994 la búsqueda de un lenguaje propio le condujo a desarrollar su línea de trabajo expresiva que determinaría las fases del desarrollo del trabajo mediante la experimentación que implica el grado de participación del público, el uso de materiales y la integración de medios audiovisuales en la acción. El contenido narrativo de su obra gira en torno a la crítica del sistema en el que se integra el arte, los circuitos de distribución, el mercado y comercialización de la obra de arte, y por otro lado, a la crítica de una sociedad controlada por los medios de comunicación de masas, estos interfieren en el desarrollo y crecimiento del ser humano a favor de intereses económicos y al consumismo descontrolado.
Según sus palabras:
Sobre todo, a mí me interesan mucho los aspectos formales de la acción no los aspectos simbólicos. Los aspectos formales son de lo que estamos hablando: tiempo-espacio-presencia. Y hay que explotar esos elementos formales, y el cuerpo es un elemento formal. También me interesa el trabajo en el que el cuerpo se somete a un esfuerzo o tensión, es decir a un trabajo que no es normal, a lo mejor a un trabajo de resistencia, o a un trabajo agresivo…sometes al cuerpo a algo que no es natural ni amable…entonces el cuerpo reacciona. También el dolor es algo interesante, la incomodidad…son elementos que giran alrededor del cuerpo, como lo son la belleza, la fealdad, el dolor,… igual que entorno al espacio y al tiempo giran otras cosas.
Fue una de las primeras mujeres performers en el territorio español. Destacan sus primeras obras realizadas en el año 1990 como Concurso, 776 tiradas de un mismo dado, Is Art to Question the Art?, Penélope en 2005, son varias las obras realizadas en 2006 Till Doomsday, El abrazo, The Shooting Star, continuó creando nuevos proyectos como en el año 2007 Biografía, Tomar medidas, en el año 2008 Gritos y Medidas y en el año 2009 obras Biografías del alma y Cuarenta y nueve.. Además de organizadora de colectivos y proyectos, su labor en los colectivos independientes desde los años noventa fue intensa vinculada a la Red Arte y otras redes de performance-
Ha realizado exposiciones en España, Gran Bretaña, Países Bajos, Polonia, Suiza, Canadá, Dinamarca y Alemania. De estas exposiciones se pueden destacar la realizada en el Museo de la PTT (Berna, 1994), Galería Pankow (Berlín, 1997), Overgaden (Copenhague, 2000), la Sala Plaza de España (Madrid, 2001) y en el año 2009 presentó la obra Refluxus en el Museo Vostell Malpartida en Malpartida de Cáceres, dedicado a la obra de Wolf Vostell dentro del encuentro INFLEXUS II.
Ha participado en el festival-exposición "L'Art Parallele Espagnol" en LeLieu (Quebec, Canadá), "La Acción y su Huella" en el Centro Galego de Arte Contemporánea de Santiago de Compostela, el Festival de Performances de Barcelona eBent02, el ciclo de acciones "Desees de la Natura" en la Fundación Espais de Girona y en Ther performance-art-series (Wahl) Verwandtschften en Basilea (Suiza).
Desde el año 2003 y cada año desde entonces dirige Acción!MAD, esta plataforma organiza los "Encuentros Internacionales de Arte de Acción" Uno de los festivales más importantes de esta disciplina en España, que tiene lugar durante el mes de noviembre en la ciudad de Madrid. Además de generar intercambio de actividades con diferentes instituciones tanto españolas como europeas, creando jornadas de trabajo sobre la performance como en el año 2015 la Jornada sobre " Mujer, Cuerpo y Acción en la Fundación Fiart de Madrid las participantes fueron la comisaria independiente especialista en arte y género Margarita Aizpuru, la artista Yolanda Domínguez y Correa.
En el año 2003 recibió el Premio de Artes Plásticas de la Comunidad de Madrid.
I Congreso de Arte y Acción en la Facultad de Bellas Artes de Madrid en 2017.
Como feminista, pertenece a la asociación Mujeres en las Artes Visuales.